# Clinocera lineata
Clinocera lineata är en tvåvingeart som beskrevs av Friedrich Hermann Loew 1862. Clinocera lineata ingår i släktet Clinocera och familjen dansflugor. Inga underarter finns listade i Catalogue of Life.